# Искусство каменных статуй
«Искусство каменных статуй» — дебютный альбом группы Deadушки, вышедший в 1998 году на лейбле Утекай Звукозапись.

## Список композиций
| №   | Название                            | Длительность |
| --- | ----------------------------------- | ------------ |
| 1.  | «Искусство Каменных Статуй»         | 5:26         |
| 2.  | «Парашютист»                        | 4:27         |
| 3.  | «Солги Мне»                         | 5:41         |
| 4.  | «Шумела-Гремела»                    | 4:32         |
| 5.  | «Мода»                              | 4:15         |
| 6.  | «Мост Ватерлоо»                     | 5:39         |
| 7.  | «Саломея»                           | 5:31         |
| 8.  | «Крестовый Поход»                   | 4:23         |
| 9.  | «Шаман»                             | 5:28         |
| 10. | «Искусство Каменных Статуй (Remix)» | 5:29         |
| 11. | «Эгоцентризм-2 (Bonus)»             | 4:46         |

## Участники записи
- Алексей Рахов — гитара, программирование, бэк-вокал.
- Виктор Сологуб — гитара, бас-гитара, клавишные, программирование, вокал.
- Андрей Меньшутин — клавишные, блок флейта, бэк-вокал.
- Кирилл Алексеев — бэк-вокал.
- Наталья Федорова — домра.
- Леонид Лейкин — хомус, вокал.

## Пресса об альбоме
- «Поскольку сравнивать DEADУШЕК на российской сцене представляется уместным разве что с БАРБИТУРОЙ, конкурентов у них нет. Поскольку это танцевальная музыка, текст не имеет большого значения. Поскольку это первый опыт музыкантов в незнакомой им среде и технологии, можно было бы быть снисходительными - но не нужно: поскольку музыка превосходная, оценка - "весьма хорошо".»[1] — Шитя Шарапов, FUZZ.